# 北太平洋无须鳕
北太平洋梭鳕（学名：Merluccius productus）为梭鳕科梭鳕属的鱼类。分布于主要分布于北太平洋东侧加利福尼亚湾北部到温哥华岛等。该物种的模式产地在旧金山。
此鱼细长，可达91公分，1.2公斤重。已发现最长寿命为16年。成年鱼成群出没，主要在夜晚捕食小鱼虾。